# エド・マクマホン
エド・マクマホン（Ed McMahon, 本名：Edward Leo Peter McMahon, Jr. 1923年3月6日 - 2009年6月23日）はアメリカ合衆国のコメディアン、テレビ番組司会者。

## 経歴
ミシガン州デトロイトに生まれ、マサチューセッツ州ローウェルで育つ。大学はボストンカレッジ、アメリカ・カトリック大学に進学した。アメリカ・カトリック大学では演劇を専攻し、芸術学士の学位をもって卒業。なお在学中にフラタニティ、ファイ・カッパ・シータへ入会している。
マクマホンは15歳のとき、メイン州のビンゴ・ホールで読み上げ係を務め、司会者業の礎となるキャリアをスタートさせる。その後、初めて放送業界の仕事に携わったのはローウェルにあるAMラジオ局WLLHであり、1960年代に入ってからNBC系列のテレビ局WCAUでテレビ業界の職に就く。
その後、ジョニー・カーソンが司会のクイズ番組『フー・ドゥー・ユー・トラスト?』（1957年 - 1962年）でアシスタントを務めてから広く世間に知られるようになり、1962年から1992年まで続いた人気長寿番組『トゥナイト・ショウ』でもジョニー・カーソンのアシスタントをつとめて人気を博した。
その間、いくつものテレビ番組で司会をつとめたほか、テレビコマーシャルへの出演も数多い。自身が司会をつとめたオーディション番組『スター・サーチ』（1983年 - 1995年）は、2002年から2004年にかけて司会アーセニオ・ホールによりリメイクされた。
また、いくつかの映画作品にも出演している。主な作品は『ある戦慄』（1967年）、『おかしな泥棒 ディック&ジェーン』（1977年）、『ハイ・スクール・ウルフ』（1981年）、『Butterfly』（1982年）、『奥さまは魔女』（2005年）など。
2009年6月23日、アメリカ合衆国ロスアンジェルスのカリフォルニア大学ロサンゼルス校:ロナルド・レーガン記念病院にて逝去。86歳没。

### 軍歴
テレビ業界で活躍する一方、従軍の経験も持ちあわせている。
第二次世界大戦中に海兵隊で戦闘機パイロット訓練を受けて、教官やテストパイロットを勤め上げたのち1946年に予備軍から除隊。大学卒業後に再び海兵隊に入隊してから1953年2月、朝鮮半島へ派兵された。1966年に除隊した際の最終階級は海兵隊予備軍大佐、カリフォルニア州空軍准将であった。